# Župnija Leskovica
Župnija Leskovica je rimskokatoliška teritorialna župnija Dekanije Škofja Loka Nadškofije Ljubljana.